# Wilfried Puis
Wilfried Puis (Oostende, 18 de febrer de 1943 - Oostende, 21 d'octubre de 1981) fou un futbolista belga de les dècades de 1960 i 1970.
Fou 49 cops internacional amb la selecció belga de futbol, amb la qual disputà la Copa del Món de futbol de 1970. Pel que fa a clubs, defensà els colors del RSC Anderlecht durant més de deu temporades i més breument al Club Brugge i Lokeren.